# IC 2825
IC 2825 је појединачна звијезда у сазвјежђу Лав која се налази на листи објеката дубоког неба у Индекс каталогу.
Деклинација објекта је + 8° 26' 39" а ректасцензија 11h 27m 3,6s.